# Governació del Sinaí del Sud

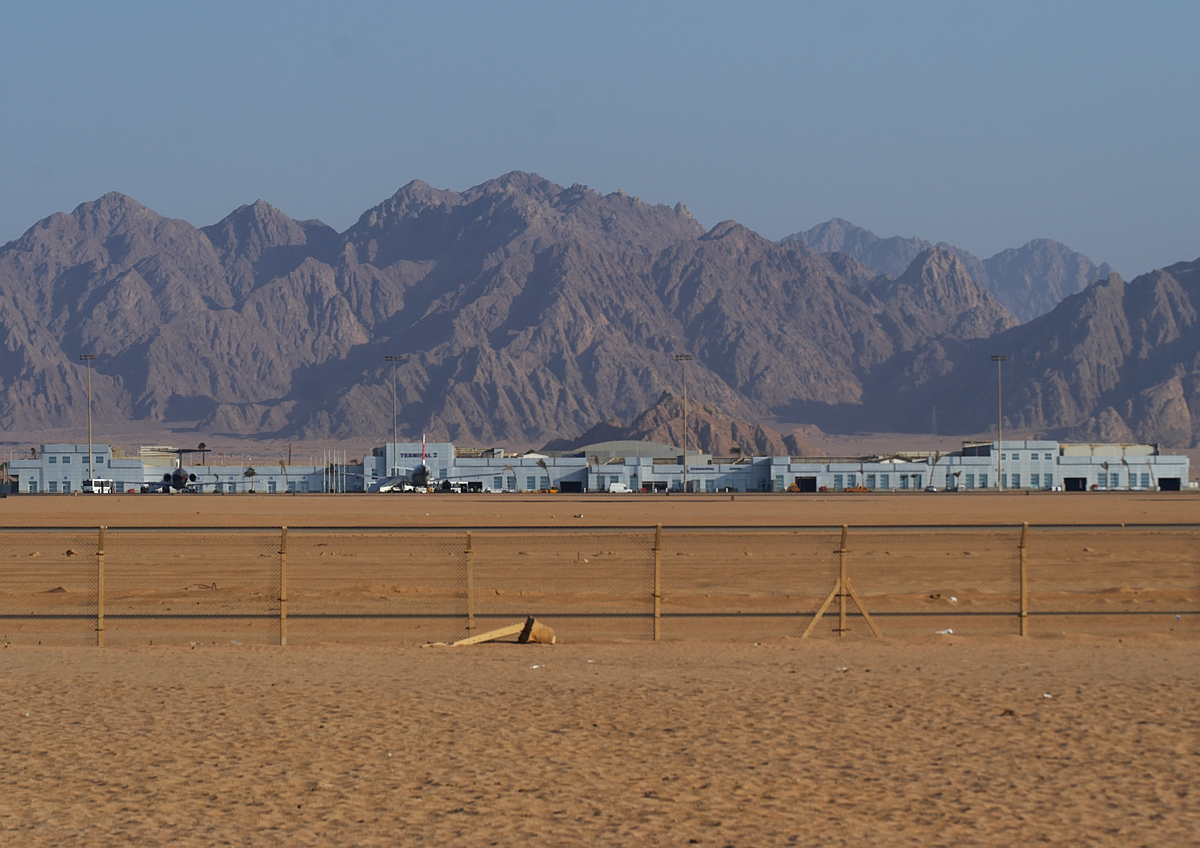
Aeroport de Sharm el-Sheikh

La governació del Sinaí del Sud (àrab: محافظة جنوب سيناء, muḥāfaẓat Janūb Sīnāʾ) és una de les governacions o muhàfadhes d'Egipte. És al nord-est del país i s'estén per la meitat sud de la península del Sinaí, tocant la mar Roja, entre el golf de Suez i el golf d'Aqaba. La seva capital és el-Tor, i l'any 2006 tenia 149.335 habitants.
Les principals ciutats són El-Tor, Dahab, Santa Caterina, Xarm el-Xeich, Taba i Nuweiba.